# Sūduonia
Sūduonia je řeka 2. řádu na jihu Litvy v okrese Marijampolė, levý přítok Šešupė, do které se vlévá v městysu Liudvinavas, 218,1 km od jejího ústí do Němenu. Pramení u vsi Šleinės. Teče zpočátku směrem severním, u vsi Labikiai se stáčí k východu, křižuje dálnici a mezinárodní silnici A5/E67, železniční trať Marijampolė - Šeštokai, za kterou se stáčí k severu po soutoku s řekou Gulbinas se stáčí k východu, u vsi Stebuliškės protéká rybníkem Stebuliškių tvenkinys (plocha: 55,2 ha), východním směrem pokračuje až do ústí. Šířka říčního údolí 120 - 250 m.

## Přítoky
- Levé:

| Hydrologické pořadí | Řeka     | Délka (km) | Povodí (km²) | Vzdálenost od ústí (km) | Ústí kde     | Koordináty ústí                  |
| ------------------- | -------- | ---------- | ------------ | ----------------------- | ------------ | -------------------------------- |
| 15010172            | S - 3    | 4,6        | 5,5          | 15,5                    |              |                                  |
| 15010174            | Gulbinas | 7,4        | 14,6         | 8,3                     | Gulbiniškiai | 54°28′41″ s. š., 23°16′16″ v. d. |
| 15010175            | Atšlietė | 3,2        | 3,4          | 8,3                     | Gulbiniškiai | 54°28′41″ s. š., 23°16′16″ v. d. |
| 15010176            | S - 1    | 6,5        | 6,9          | 2,7                     |              |                                  |

- Pravé:

| Hydrologické pořadí | Řeka  | Délka (km) | Povodí (km²) | Vzdálenost od ústí (km) | Ústí kde | Koordináty ústí |
| ------------------- | ----- | ---------- | ------------ | ----------------------- | -------- | --------------- |
| 15010171            | S - 6 | 3,6        | 3,4          | 16,3                    |          |                 |
| 15010173            | S - 4 | 4,3        | 5,3          | 10,9                    |          |                 |
| 15010177            | S - 2 | 3,6        | 3,1          | 0,8                     |          |                 |